# Brabantík
Brabantík (francouzsky Petit Brabancon) je belgické psí plemeno. Jedná se o plemeno malého vzrůstu, většinou chované jako společenské. Brabantíci jsou oblíbení psi, jejichž chov je rozšířen i v Česku.

## Historie
Prapředci dnešních brabantíků existovali již ve středověku, ale našli bychom mezi nimi jen malou podobnost. Jednalo se o podobně velké psy (asi 25 cm), kteří byli využíváni jako lovci krys, potkanů a jiných hlodavců . Ale aby vznikl dnešní brabantík, byli k těmto psům přikříženi ještě barbeti, španělé menšího vzrůstu, jorkšírští teriéři a black and tan teriéři . Avšak nejvíce rysů zdědili brabantíci po mopsech. Obecně se tvrdí, že toto šlechtění a křížení probíhalo okolo roku 1880, ale tyto informace jsou nejisté . Jméno "brabantík" má původ ve staré provincii Brabant.
Roku 1883 byli grifonci zapsáni do plemenné knihy sv. Huberta (Livre des origines Saint Hubert; LOSH). První standard pro všechny grifonky byl vypracován roku 1905 a každý z nich je uznaný jako belgické národní plemeno. V dnešní době jsou brabantíci méně rozšíření, než dvě zbylá plemena grifonků, i tak se ale jedná o oblíbené a rozšířené plemeno.

## Vzhled

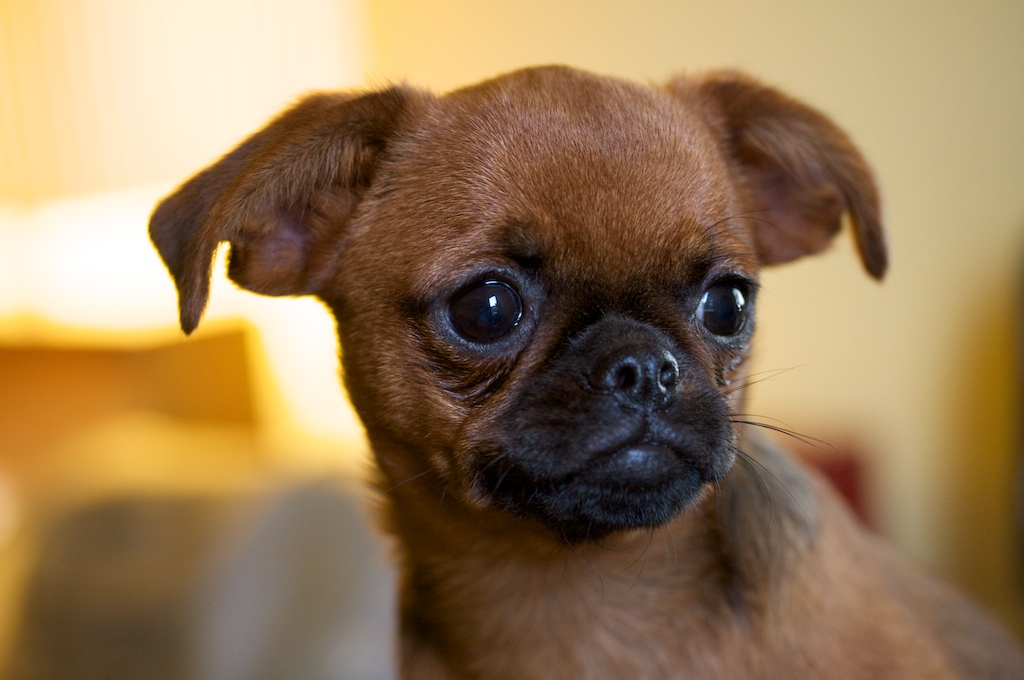
Štěně brabantíka

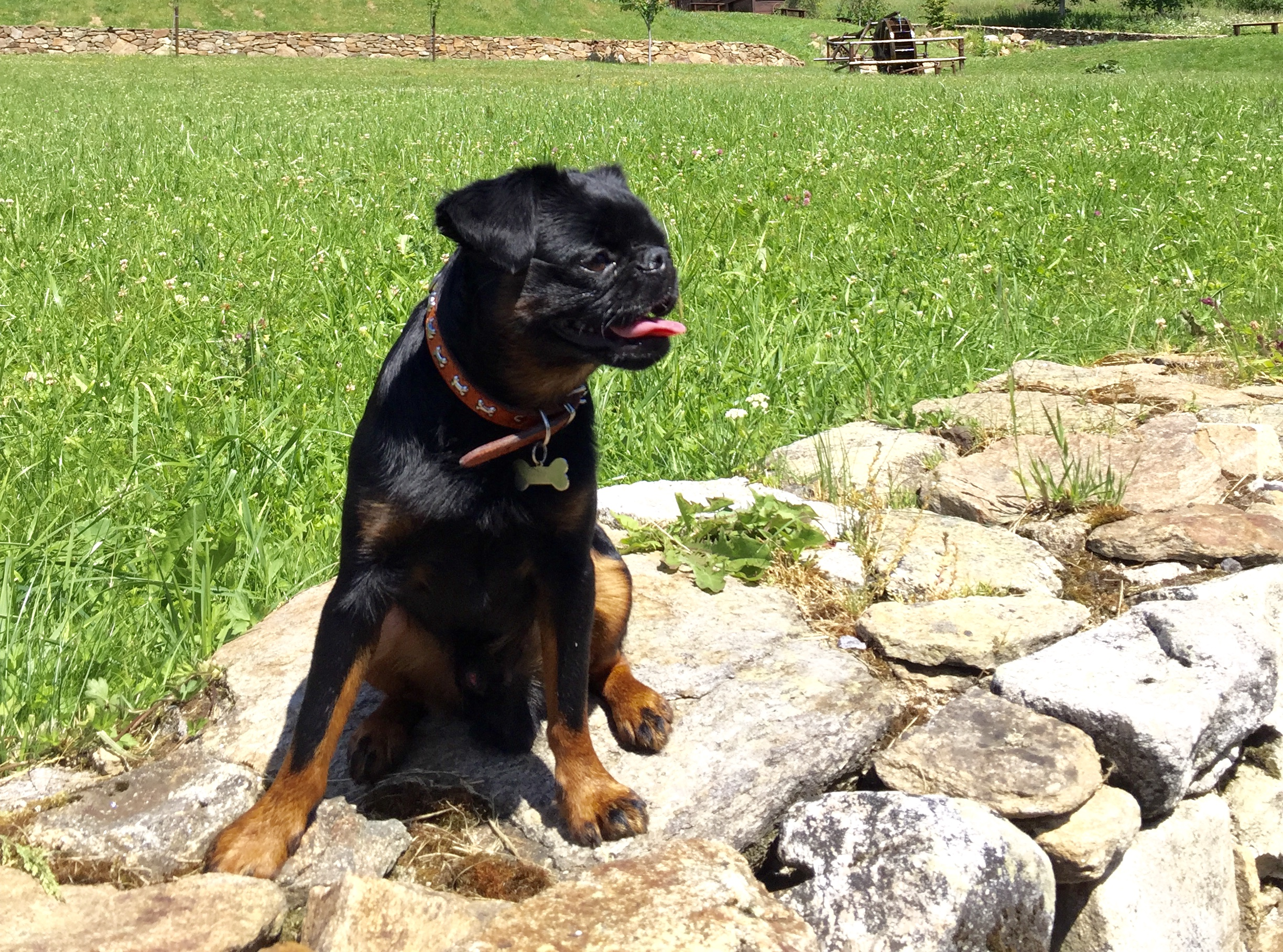
Brabantík černý s pálením

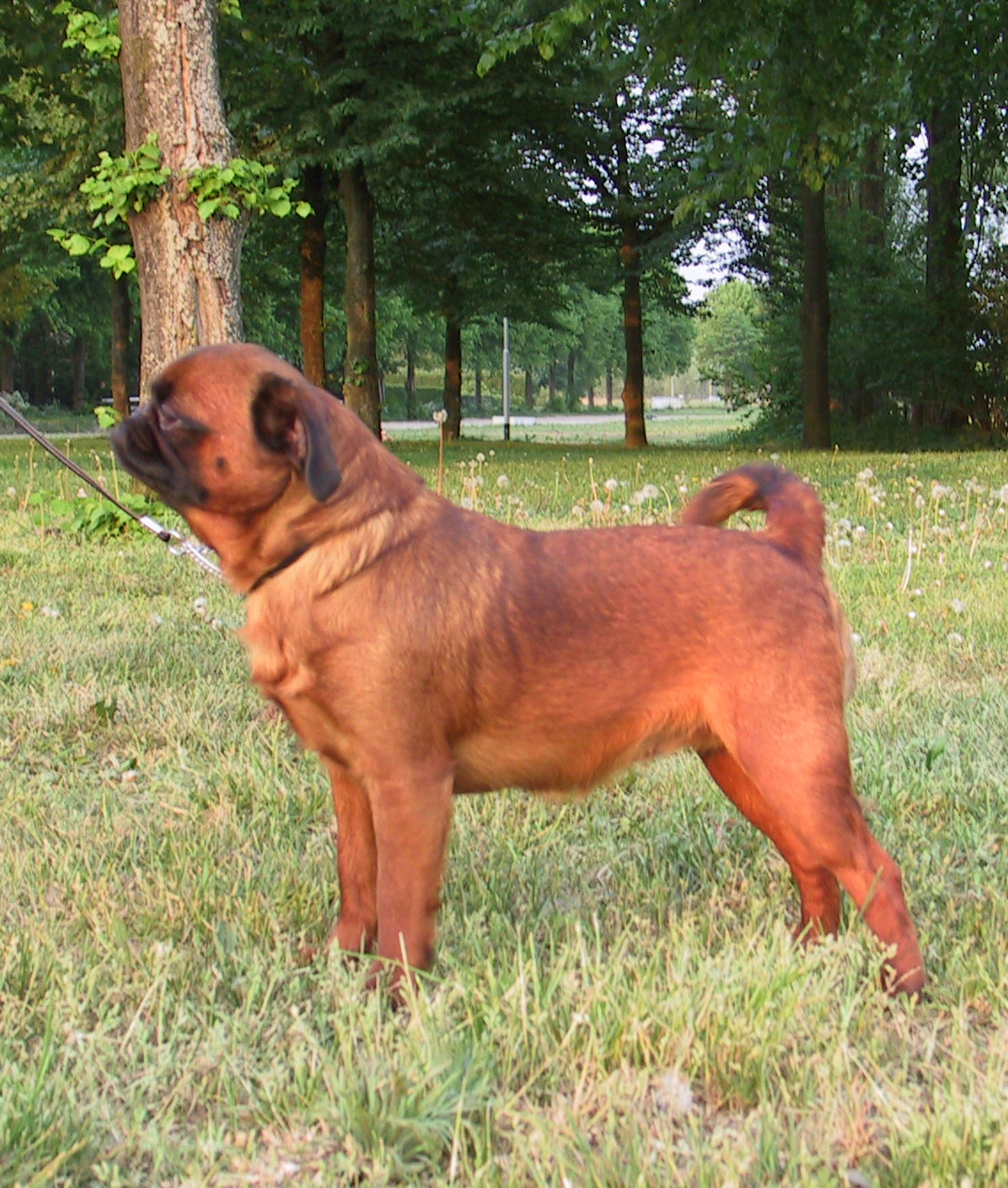
Výstavní postoj

Brabantík je lehký, ale mohutně stavěný a mírně těžkopádný pes malé velikosti. Má kvadratickou tělesnou stavbu a jeho výška v kohoutku se pohybuje mezi 18 až 20 cm, váha je 3,5 až 6 kg. Jeho tělo pokrývá krátká, asi 2 cm dlouhá, na dotek hrubá srst bez podsady. Ta mívá většinou černou, černou s pálením nebo červenou barvou a podmínka je černá maska na obličeji, která se ve stáří může zbarvit až do šedé.
Hlava je v porovnání s tělem přiměřená a říká se, že obličej brabantíků má téměř lidský výraz. Čelo je široké a okrouhlé, se zřetelným stopem. Nos nasazený v úrovni očí s černou nosní houbou. Čenich je velmi krátký, nesmí přesahovat 1,5 cm a nejsou na něm žádné vousy, jako u ostatních grifonků. Oči má dobře posazené, velké a kulaté, nikdy však vypouklé, pokud možno co nejtmavěji hnědého zbarvení. Bělmo není vidět. Uši malé, vysoko postavené, umístěné daleko od sebe. Krk je středně dlouhý,, široký. Záda jsou rovná a přiměřeně dlouhá s širokým trupem. Pro brabantíky je charakteristický i hluboký hrudník. Břicho je mírně podklesnuté. Ocas je nasazený vysoko, nesený vzhůru, středně dlouhý.

### Podobná plemena
Grifonci: Pojem „grifonci“ označuje krom brabantíka další dvě plemena: belgického a bruselského grifonka. Všechna tři plemena grifonků jsou si vzájemně podobná, odlišují se převážně typem a barvou srsti. Ode všech se ale brabantík odlišuje tím, že na obličeji nemá vousy a je krátkosrstý.
Opičí pinč: Opičí pinč se od brabantíka odlišuje tím, že má na obličeji vousy a také je těžší a trochu větší. I jeho srst je delší, než brabantíkova.

## Povaha
Povahově jsou brabantíci přátelští, milí, hraví a aktivní psi. Je to inteligentní a učenlivé psí plemeno a přestože jej jen málokdo cvičí, je možné jej naučit široké škále povelů. Přesto nejsou příliš mrštní a rychlí, jejich předností je spíše rozvážnost. Je vyrovnaný a klidný, nikdy ne nervózní, bojácný nebo agresivní. Na svém majiteli jsou závislí a samota je jim nepříjemná, proto se hodí pro lidi, kteří s nimi budou trávit hodně času. K cizím se chová přátelsky, není to tedy dobrý hlídač. Jen málo štěká . Jiné psy toleruje, ale vůči velkým nebo obřím plemenům může projevovat bázlivost. Hodí se k dětem, ale protože je to křehký pes, je nutné děti naučit zacházení s ním.

## Péče
Brabantíci se hodí do městského prostředí pro lidi, kteří na ně budou mít dostatek času. Hodí se i ke starším lidem. Umístění venku je nepřijatelné; toto psí plemeno špatně snáší samotu a nemá podsadu, takže srst účinně nechrání pro chladu a vodě.
Nevyžadují příliš mnoho pohybu a nehodí se pro většinu psích sportů, jako je agility, kvůli jejich těžkopádnosti a rozvážnosti. Co se pohybu týče, pak si jednotlivec přivykne na styl svého pána, ale kvůli přehřátí se nehodí pro dlouhé túry. Jejich srst je nenáročná, stačí ji občas pročesat hřebenem. Brabantíci mají sklony k tloustnutí, proto je nutné jejich dávku odměřovat podle norem, které jsou uvedené na etiketě krmiva. Obezita může mít za následky cukrovku nebo bolesti zad a kloubů.

## Zdraví
Brabantík má sklony k mnoha nemocem a chorobám, například:
- epilepsie
- přehřátí
- cukrovka
- obezita